# Formula–E Rijád nagydíj
A Formula–E Rijád nagydíja a Formula–E egy versenye, melyet 2018 óta rendeznek meg.

## Története
Az ötödik szezon első versenyeként debütált a Formula–E-ben. António Félix da Costa első pole-pozíciót és első győzelmet szerzett a debütáló BMW-nek.

## Eredmények
| Év   | Év         | Helyszín              | Győztes                | Második           | Harmadik               | Pole-pozíciók          | Leggyorsabb körök      |
| ---- | ---------- | --------------------- | ---------------------- | ----------------- | ---------------------- | ---------------------- | ---------------------- |
| 2018 | 2018       | Riyadh Street Circuit | António Félix da Costa | Jean-Éric Vergne  | Jérôme d’Ambrosio      | António Félix da Costa | André Lotterer         |
| 2019 | 1. verseny | Riyadh Street Circuit | Sam Bird               | Stoffel Vandoorne | André Lotterer         | Alexander Sims         | Daniel Abt             |
| 2019 | 2. verseny | Riyadh Street Circuit | Alexander Sims         | Lucas di Grassi   | Stoffel Vandoorne      | Alexander Sims         | António Félix da Costa |
| 2021 | 1. verseny | Riyadh Street Circuit | Nyck de Vries          | Edoardo Mortara   | Mitch Evans            | Nyck de Vries          | Stoffel Vandoorne      |
| 2021 | 2. verseny | Riyadh Street Circuit | Sam Bird               | Robin Frijns      | António Félix da Costa | Robin Frijns           | Nyck de Vries          |
| 2022 | 1. verseny | Riyadh Street Circuit | Nyck de Vries          | Stoffel Vandoorne | Jake Dennis            | Stoffel Vandoorne      | Nick Cassidy           |
| 2022 | 2. verseny | Riyadh Street Circuit | Edoardo Mortara        | Robin Frijns      | Lucas di Grassi        | Nyck de Vries          | Stoffel Vandoorne      |
| 2023 | 1. verseny | Riyadh Street Circuit | Pascal Wehrlein        | Jake Dennis       | Sam Bird               | Sébastien Buemi        | René Rast              |
| 2023 | 2. verseny | Riyadh Street Circuit | Pascal Wehrlein        | Jake Dennis       | René Rast              | Jake Hughes            | Sam Bird               |
| 2024 | 1. verseny | Riyadh Street Circuit | Jake Dennis            | Jean-Éric Vergne  | Nick Cassidy           | Jean-Éric Vergne       | Jake Dennis            |
| 2024 | 2. verseny | Riyadh Street Circuit | Nick Cassidy           | Robin Frijns      | Oliver Rowland         | Oliver Rowland         | Nick Cassidy           |